# 하슬레우

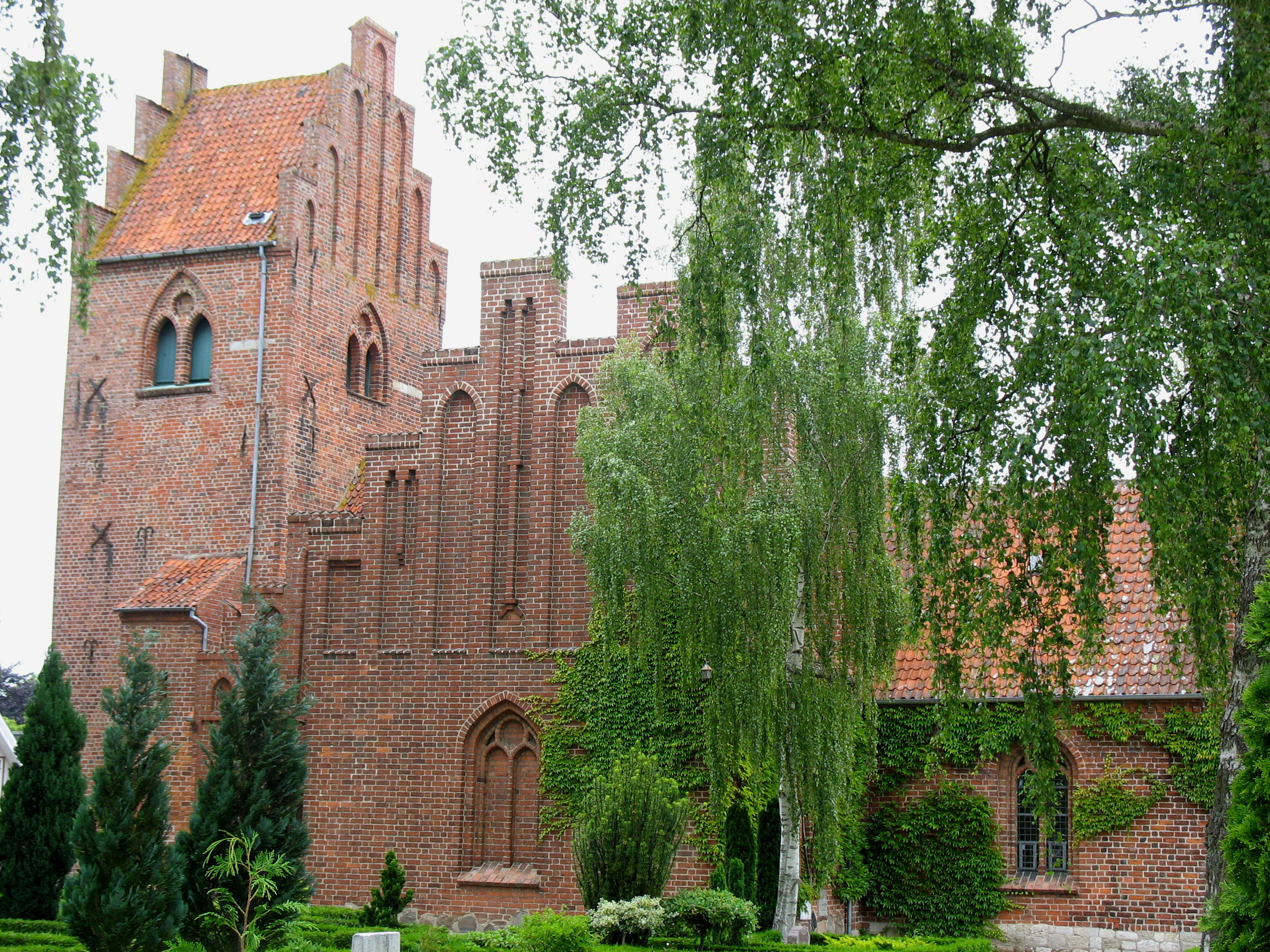
하슬레우

하슬레우(덴마크어: Haslev)는 덴마크 셸란 지역에 위치한 도시로 인구는 11,407명(2015년 기준)이다. 행정 구역상으로는 팍세시에 속한다. 셸란섬 남부에 위치하며 코펜하겐에서 약 60km 정도 떨어진 곳에 위치한다.